# ألكسندر شتراوب
ألكسندر شتراوب (بالألمانية: Alexander Straub)‏ هو منافس ألعاب قوى ألماني، ولد في 14 أكتوبر 1983 في غايزلينغن آن در اشتايغه في ألمانيا.

## وصلات خارجية
- الموقع الرسمي
- ألكسندر ستروب على موقع الاتحاد الدولي لألعاب القوى (الإنجليزية)
- ألكسندر ستروب على موقع الاتحاد الأوروبي لألعاب القوى (الإنجليزية)
- ألكسندر ستروب على موقع الدوري الماسي (الإنجليزية)
- ألكسندر ستروب على موقع اللجنة الأولمبية الدولية (الإنجليزية)